# Carolina Bock

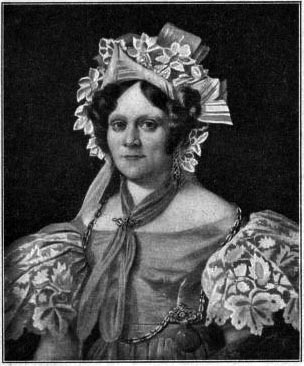
159-Karolina Bock

Carolina Sofia Bock, (född Richter), född 28 augusti 1792, död 22 mars 1872, var en svensk balettdansös, skådespelare och sångerska verksam 1814–1863, och två gånger rektor för Dramatens elevskola.

## Biografi
Carolina Bock far var C. J. Richter, som arbetade som hautboist. Hon utbildades av Sofia Lovisa Gråå vid Dramatens elevskola 1806–1809 och arbetade vid Djurgårdsteatern och Nya komiska teatern innan hon anställdes som dansös vid Dramaten 1814, där hon stannade i femtio år.
I talroller fick hon ofta spela gamla gummor och berömdes för god smak och karaktäriseringsförmåga. Hon medverkade i Min tante Aurore, Bildhuggaren, Brodertvisten, Syrsan, Preciosa, Jane Eyre och Mäster Smith. Bland övriga roller fanns amman i Romeo och Julia mot Georg Dahlqvist och Emilie Högqvist säsongen 1845–1846, mor Lisa i Värmlänningarna 1846–1847, häxa i Macbeth och Fadette i Syrsan 1858–1859 och Viarda i Preciosa 1862–1863.

### Rektor för Dramatens elevskola
Carolina Bock var rektor för Dramatens elevskola under två perioder, 1831–1834 och 1841–1856, och även deklamationslärare. Hon var lärare i "Declamation och rollers inlärande och rätta uppfattande", och bland hennes elever fanns Emilie Högqvist och Jenny Lind. Hennes specialitet var att göra svenska språket till sin rätt i både tal och sång, och hon sades ha infört en diktion som utmärkte alla hennes elever. Hon var en skicklig och samvetsgrann pedagog, men så sträng (hon drog sig inte för att örfila sina elever) att eleverna gjorde uppror och fick henne avsatt av direktionen. Vid avskedet fick hon en kaffeservis i silver med inskriptionen från K. Theater-Direktionen till fru Carolina Bock vid minnet af Hennes berömda femtioåriga verksamhet som scenisk artist den 1 mars 1856.

### Personlighet
Carolina Bock fortsatte att arbeta som skådespelare fram till 1863. Det sades att hon hade en sällsynt egenskap: hon kände sina egna begränsningar. Hon betraktades till slut som ett "teateroriginal". "Gumman Bock" hade vad man kallade "skinn på näsan"; år 1857 hade Charlotte Bournonville, som var anställd i Stockholm under den tid hennes far August Bournonville var verksam i Sverige, gjort succé som Fatima i Oberon, där hon tack vare Bocks undervisning hade lärt sig tala perfekt svenska utan minsta brytning. Direktörerna kom då fram för att tacka Carolina Bock, men hon "gav dem till svar en sådan laddning ovett, så att de skyndsamt bugande drog sig tillbaka". Detta var året efter att hon hade avsatts som rektor av direktionen. Detta ansågs inte chockerande; bakom scenen sades tonen allmänt vara grov och skällsord och svordomar hagla.
Carolina Bock gifte sig 1813 med hovkapellmästare och violinisten Johan Gabriel Svanberg och 1826 med hovkapellmästare och flöjtisten Carl Friedrich Bock. Hon var mor till Bertha Tammelin.
Carolina Bock tilldelades Litteris et Artibus 1862.

## Fotnoter
1. 1 2  Carolina S Bock (f. Richter), Svenskt biografiskt lexikon, Svenskt Biografiskt Lexikon-ID: 17841, läs online.[källa från Wikidata]
2. 1 2 3 4 5  Sveriges dödbok 1830–2020, åttonde utgåvan, Sveriges Släktforskarförbund, november 2021, läst: 8 mars 2022.[källa från Wikidata]
3. ↑  Svenskt Biografiskt Lexikon-ID: 17841.[källa från Wikidata]
4. 1 2  Fredrik August Dahlgren, Förteckning öfver svenska skådespel uppförda på Stockholms theatrar 1737-1863 och Kongl. theatrarnes personal 1773-1863 med flera anteckningarIngen beskrivning har definierats, Norstedts förlag, 1866, s. 467-468, läs online.[källa från Wikidata]
5. ↑  Bock, Carolina Sofia i Herman Hofberg, Svenskt biografiskt handlexikon (andra upplagan, 1906)
6. ↑   Nordisk familjebok. Bd 3. Malmö: Förlagshuset Norden. 1954. sid. 330, Carolina Bock
7. ↑  Hellander, Adolf (1900). Teateroriginal och typer från skilda scener. https://interlinearbooks.com/literature/swedish/reader/teateroriginal-och-typer-fran-skilda-scener
8. ↑  Stålberg, Wilhelmina (1984). Anteckningar om svenska qvinnor. https://runeberg.org/sqvinnor/0054.html
9. ↑  Löfström, Karl (1935). Kungl. medaljen Litteris et artibus. Stockholm: Svensk rotogravyr. sid. 44. Libris 1348596